# 주니어스

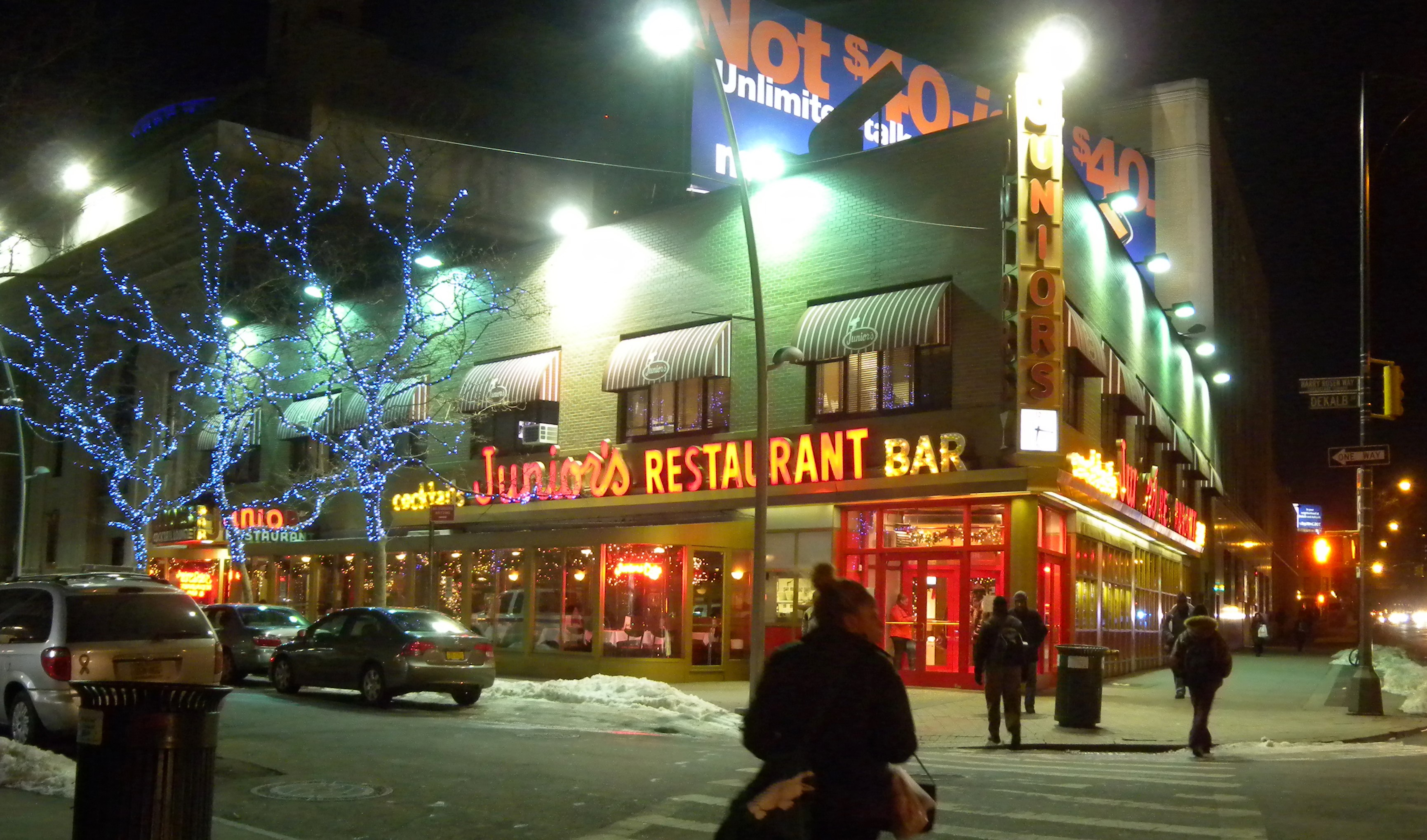
주니어스

주니어스(Junior's)는 미국 브루클린 베드퍼드 스타이베선트에 위치한 음식점이다. 치즈 케이크가 유명하며 햄버거, 스테이크와 같은 메뉴들도 판다. 그랜드 센트럴 터미널 안, 타임스 스퀘어 부든 등에도 지점이 있다.